# Україна-Польща-Німеччина

./Special: FilePath/Логотип_МО_"Україна-Польща-Німеччина".gif

Міжнародна громадська організація «Україна-Польща-Німеччина»
Вживається також назва Міжнародне Товариство «Україна-Польща-Німеччина».
Міжнародна громадська організація «Україна — Польща — Німеччина» є міжнародною недержавною неприбутковою громадською організацією, яка об'єднує на добровільних засадах громадян України, громадян інших держав та осіб без громадянства для реалізації завдань, передбачених її Статутом.
Діяльність Організації поширюється на територію України, Польщі, Німеччини та інших держав, де можуть бути створені її осередки, відділення та представництва.
Метою Організації є активне сприяння розвитку і зміцненню дружби та тісного співробітництва народів України, Польщі, Німеччини, задоволення та захист законних соціальних, економічних, творчих, вікових, національно-культурних, спортивних та інших інтересів членів Організації.

## Історія

### Витоки ідеї
Автором ідеї та організатором проекту був Сергій Пилипович Татусяк, який займав на той час посаду заступника голови Вінницької обласної державної адміністрації. Протягом 2001—2003 років він особисто організував перші поїздки до Республіки Польщі з метою пошуку партнерів для спільної міжнародної діяльності.

Метою проекту було перенесення на українсько-польський ґрунт досвіду польсько-німецької (як і польсько-французької, польсько-британської) співпраці 1990-х років. Після відмови від соціалістичного будівництва протягом 1990—1999 років представники польської влади різних рівнів та громадськості активно вивчали досвід країн Західної Європи шляхом візитів різнопрофільних груп до Німеччини, Франції, Великої Британії, Швеції, Ірландії та інших держав. Одним із ключових напрямків вивчення досвіду європейських країн було знайомство із системою місцевого самоврядування. Цей досвід ліг в основу адміністративно-теритріальної реформи Польщі, яка повністю набрала чинності 1 січня 1999 року. Внаслідок реформи було визначено три рівні місцевого самоврядування — гміна (територіальна громада), повіт (район) та воєводство (область) з чітким розподілом функцій і повноважень і відсутністю ієрархічного підпорядкування. Така система визнана на сьогодні однією з найбільш ефективних моделей організації державної влади. Оскільки таке запозичення західного досвіду дало позитивні результати для Польщі, очікувалось, що аналогічно вплине і на формування української політичної системи.

### Товариство «Україна-Польща»
Вінницьке обласне відділення товариства «Україна-Польща» стало попередником МГО «Україна-Польща-Німеччина» і було створене 5 грудня 2003 року на установчій конференції у м. Вінниці. 4 квітня 2004 рокую Відділення було зареєстроване в управлінні юстиції Вінницької області. Головою Відділення було обрано Татусяка Сергія Пилиповича. Відділення об'єднало 27 районних осередків та 6 міських. 

На той час Вінниччина вже мала кілька підписаних угод про співпрацю з польськими побратимами, зокрема — угоду з 1958 року між містами Вінниця та Кельці. Але співпраця переважно полягала в обмінах на рівні керівництва та області і не поширювалась на місцевий рівень територіальних громад. Сергій Татусяк, на той час — заступник Голови Вінницької обласної державної адміністрації хотів поширити цю співпрацю на місцевий рівень і займався активним пошуком партнерів для українських територіальних громад. Під час одного з візитів до Свенокшиського воєводства Республіки Польща, який відбувся в 2003 році, Сергій Татусяк брав участь в міжнародній конференції. Одним з виступаючих був вуйт гміни Моравіца Маріан Бурас. В своєму виступі він запропонував на власному прикладі показати ефективність співпраці органів місцевого самоврядування і попросив підшукати бажаючу українську територіальну громаду для встановлення партнерських контактів. Таким селом в Вінницькій області було визначено селоБаланівка Бершадського району. 10 вересня 2003 року було підписано першу угоду на рівні територіальних громад — між гміною Моравіца Свентокшиського воєводства Республіки Польща та селом Баланівка Бершадського району Вінницької області України. Ця співпраця досить швидко розвивалась — відбулось кілька обмінів, польською стороною було надано допомогу на розвиток школи та сільської бібліотеки. Цей досвід було визнано позитивним і таким, що вартий поширювати і на інші громади. Тому за підтримки Вінницької обласної адміністрації і Маршалковської управи Свентокшиського воєводства вівся активний пошук можливих партнерів на рівні територіальних громад для встановлення таких контактів. Протягом наступних років кількість таких контактів тільки з Свентокшиським воєводством виросла до 30. В той же час Сергій Татусяк продовжував пошук партнерів і в інших воєводствах Польщі. Наступним воєводством, з яким почалась активна співпраця, стало Великопольске. В цьому воєводстві головними партнерами стали громадські організації — Великопольський Центр освіти і Курсів Самоврядування і Конінське відділення Польського меліораційного товариства, з якими було підписано відповідні угоди про співпрацю. Поширювалась співпраця і на інші воєводства.

У рамках обміну досвідом роботи органів місцевого самоврядування відбувався обмін делегаціями міських, селищних, сільських голів, депутатів усіх рівнів рад Вінницької області та старост повітів і вуйтів гмін Республіки Польща.

Колективи художньої самодіяльності обох країн знайомили зі своїм мистецтвом глядачів і шанувальників фольклору. На Вінниччині, за сприяння Товариства, відзначалися дні польської культури, ювілеї відомих польських діячів літератури та мистецтва.

Регулярно проводилися тематичні зустрічі з фахівцями різних галузей народного господарства, як в Польщі, так і в Україні. Започатковано реалізацію спільних бізнес-проектів. Активно підтримувалися міжнародні зв'язки через участь у реалізації грантових проектів у сфері економічного, політичного та соціального розвитку, захисту громадянських прав та екологічної безпеки.

Загалом, за сприянням ВОВТ «Україна — Польща» протягом 2003—2007 налагоджено співробітництво між більш ніж 100 територіальними громадами Вінницької області та адміністративними одиницями 10 воєводств Республіки Польща. Переважна більшість з них мають підписані договори про співпрацю на рівні районів, міст, селищ та сіл Вінниччини з повітами, містами і гмінами Польщі.

У 2005 року, як структурний підрозділ, було створено підприємство «Господарчий дім» ВОВТ «Україна — Польща», метою якого є встановлення прямих зв'язків з фірмами та організаціями зарубіжжя щодо промислового виробництва, будівництва, розвитку сільського господарства та торгівлі.

### «Україна-Польща-Німеччина»
У 2007 році на базі Вінницького обласного відділення товариства «Україна-Польща» було створено Міжнародну громадську організацію «Україна-Польща-Німеччина». Німеччину додали з огляду на роль провідника, яку відіграла ця країна для вступу Польщі до Європейського Союзу. Після приєднання Польщі до ЄС, поляки стали головним адвокатом України в євроінтеграційних прагненнях.
Міжнародну громадську організацію «Україна — Польща — Німеччина» було створено на установчих зборах 22 лютого 2007 року. Серед засновників організації були громадяни України, Польщі та Німеччини. Головою було обрано Сергія Татусяка. Офіційно організацію було зареєстровано Міністерством юстиції України 26 червня 2007 року.
Презентація МГО «Україна-Польща-Німеччина» відбулась у липні 2007 р. у Німеччині в м. Нойштреліц, що розташовано в 100 кілометрах від столиці ФРН м. Берліна. До складу 100-особової делегації окрім представників МГО увійшли Сергій Татусяк, голова Вінницької облдержадміністрації Олександр Домбровський, міський голова м. Вінниці Володимир Гройсман, народний ансамбль танцю «Барвінок», фольклорний ансамбль «Вишня», окремі виконавці та майстри народної творчості. У ході візиту відбулась низка зустрічей з представниками німецьких місцевих влад, бізнесу, культури, спорту. Вінницькі творчі колективи презентували своє мистецтво. Міській владі м. Нойштреліца було надано пропозицію щодо підписання договору про співпрацю між м. Ладижин і м. Нойштреліц, яку охоче підтримала німецька сторона. Ця угода стала першою між територіальною громадою Вінницької області України та територіальною громадою Німеччини.
Станом на 2008 р. вже було офіційно зареєстровано і діяло 6 обласних осередків МГО (Вінницький, Волинський, Запорізький, Харківський, Херсонський, Полтавський).

## Керівництво організації
Керівництво організацією здійснює Голова, Президія та Рада Товариства.

## Напрямки діяльності

### Місцеве самоврядування і розвиток територіальних громад
Протягом 2003—2013 рр. до Польщі за сприяння Товариства виїхало понад 400 делегацій, до складу яких входили представники органів місцевого самоврядування різних рівнів, освітяни і медики, творчі та спортивні колективи, активісти громадських організацій та ЗМІ. Під час візитів члени делегацій мали нагоду познайомитися з роботою державних органів влади Республіки Польща і Німеччини та побачити наочне результати адміністративно-територіальної реформи, отримати практичний досвід роботи польських органів місцевого самоврядування та взаємно обмінятися різного роду методичними рекомендаціями у роботі державних органів, а також ознайомитися з роботою медичних та освітніх закладів, громадських організацій, ЗМІ та їх впливом на діяльність та розвиток громад. Відповідно до України приїжджали подібні польські делегації. 

Результатами цієї роботи є співпраця у рамках підписаних Протоколів намірів та Угод про співпрацю, а також досягнення усних домовленостей між більш ніж 200 районами, містами, селищами та селами Вінницької області, а також Київської і Черкаської областей та територіальним одиницями 10 воєводств Республіки Польща (Сьвєнтокшиське, Великопольське, Лодзинське, Любуське, Підкарпатське, Поморське, Опольське, Шльонське, Мазовецьке, Малопольське) і рядом міст Німеччини.

Найбільш активно Товариство співпрацює із такими закордонними партнерами як: Великопольський центр освіти і курсів самоврядування, Маршалковська управа Свєнтокшиського воєводства, Конецьке товариство підтримки підприємництва.

Найбільшими реалізованими проектами були: «Агротуризм як можливість розвитку Вінницької області» (2009 р.) — спільно з Маршалковською управою Свентокшиського воєводства та Вінницькою обласною державною адміністрацією, «Створення та розвиток діяльності Асоціації органів місцевого самоврядування Вінницької області» (2012 р.) спільно з Великопольським Центром Освіти і Курсів Самоврядування та Вінницькою обласною радою, «Вінниччина — регіон активних жінок» (2012 рік) спільно з Конецьким Товариством Розвитку Підприємництва та Староством повітовим в Сташові. Всі вищеназвані проекти реалізовувалися за підтримки «Польської закордонної допомоги» Міністерства закордонних справ Республіки Польщі.
21 лютого 2013 року, в рамках проекту людської безпеки «Кусаноне» Посольства Японії в Україні, було підписано грантовий контракт між Посольством Японії в Україні та Вінницьким обласним осередком Міжнародного Товариства «Україна-Польща-Німеччина», за яким посольство Японії в Україні як допомогу у виконанні проекту, що має назву «Проект модернізації медичного обладнання в Козятинській центральній районній лікарні», надає грант у сумі понад сто п'ятнадцять тисяч доларів США. 

Щороку в рамках святкування Днів Європи в Україні Товариство виступає організатором та співорганізатором низки заходів. Серед них — конкурс дитячої творчості на європейську тематику та європейський квест. Також кожного року (починаючи з 2010-го) на базі ресторації українсько-польсько-німецької кухні «Гостинний Пан» Товариство проводить Фестиваль Європейської кухні з презентацією національних традицій, пісень, танців та страв України та країн Європи. У 2012 році участь в фестивалі, який був присвячений футбольному чемпіонату Євро-2012, взяло участь близько 500 учасників, в тому числі делегації з Польщі, Молдови, Румунії, Литви та Росії загальною кількістю близько 100 чоловік. У 2013 році до міжнародної команди учасників фестивалю долучилася Грузія. Загальна кількість учасників сягнула понад 600 осіб.

### Освіта за кордоном
Товариство «Україна-Польща-Німеччина» здійснює поширення інформації про стипендіальні освітні програми та правила оформлення документів на вступ до польських і німецьких вузів. Організовуються ознайомчі навчальні візити до закордонних ВНЗ.

Перш за все, відшуковуються стипендіальні програми, які б покривали кошти навчання для українських громадян. Налагоджено партнерські відносини із рядом закордонних університетів, що пропонують безплатні місця для мешканців України. Зокрема, на вступну кампанію 2013 року Шльонський університет (у місті Катовіци) пропонує 201 безплатне місце, Лодзький технічний університет — 26 місць, у 2012—2013 навчальному році, Шльонський університет (у місті Катовіце) пропонував 151 безплатне місце, Лодзький технічний університет — 26 місць, Краківський економічний — без обмежень кількості набирав на спеціальність практична інформатика. Ряд університетів роблять значні знижки в оплаті за навчання за результатами успішності студентів (наприклад таку систему має Університет Менеджменту і Адміністрації у Замосці).

У 2010 році, була започаткована співпраця на освітянській ниві, завдяки якій, поїхали перші 7 студентів на навчання до Польщі. У наступному 2011 році — змогли поїхати 27 осіб. У 2012 році за програмою «Доступна європейська освіта» 9 студентів потрапили на безкоштовне навчання за програмами Шльонського університету, Лодзької Політехніки та Краківського економічного. Ще кілька студентів вступили на магістратуру до Вищої Школи Управління і Адміністрації в Ополє, де стипендіальною програмою покриваються витрати на оплату першого семестру. Решта підготували документи і вступили до вузів на загальних підставах. За сприяння та консультативної підтримки Товариства понад 80 молодих людей стали студентами закордонних вузів у 2012 році.

### Мас-медіа
Починаючи з 2008 року, Товариство реалізовує проект «Європа — очима журналістів». Проект реалізується за підтримки Вінницької обласної державної адміністрації в рамках програми підтримки проектів громадських організацій, що сприяють розбудові демократичного суспільства. Проект передбачає виїзди груп журналістів, що представляють друковані та електронні засоби масової інформації всіх форм власності, представників громадських організацій до країн Європи з метою вивчення «гарних практик» роботи медіа, співпраці з владою та розвитку демократичного суспільства.

Під час першого року реалізації проекту, в 2008 році відбулось два візити 16-и особових делегацій представників вінницьких ЗМІ до Свенткошиського воєводства Республіки Польща.

В червні 2009 року відбувся візит 18-и особової делегації до Польщі та Німеччини в рамках проекту «Влада та громадськість — співпраця заради майбутнього». Делегацію склали головні редактори й провідні журналісти друкованих та електронних ЗМІ різних форм власності Вінниччини та Першого національного каналу України. У формі навчально-методичного семінару медійники мали змог у ознайомитися з роботою редакцій у польських містах Краків, Познань, Лодзь та Берліні.

В липні 2010 року відбувся візит 25-и особової делегації до Польщі, Німеччини, Бельгії та Чехії в рамках проекту «Європейський досвід розбудови громадянського суспільства очима журналістів».

В серпні 2011 року відбувся візит до Норвегії, Швеції та Данії 20-и особової делегації по вивченню скандинавської моделі роботи ЗМІ. Проект мав назву «Скандинавський досвід демократії для України».

Також в вересні 2011 року відбувся виїзд 45-и особової делегації журналістів для вивчення діяльності медіа в Франції, Швейцарії, Німеччині та Польщі, а також висвітлення презентації Вінницької області в м. Страсбург, Берн та Брюссель.

В листопаді 2012 року відбувся візит 21-о особової делегації до Грузії. Проект мав назву «Подолати корупцію можливо! Досвід Грузії для України».

В червні 2013 року успішно здійснили виїзд представники мас-медіа до Молдови і Румунії.

### Розвиток дітей та молоді
У Вінницькій області Товариство «Україна-Польща-Німеччина» сприяє створенню та здійснює координацію діяльності шкільних євроклубів. Протягом 2007—2013 року для учасників шкільних євроклубів та студентської і учнівської молоді організовувалися тематичні зустрічі та навчальні тренінги на тему європейської та євроатлантичної інтеграції. Найбільш популярним став тренінг «Формування майбутнього Європи», що становить одно або багатоденну гру-симуляцію переговорного процесу країн-кандидатів на вступ до Європейського Союзу із структурами ЄС. Протягом 2007—2010 років підтримку у проведення тренінгів «Формування майбутнього Європи» надавало Представництво Фонду Конрада Аденауера в Україні.

У 2011 році було створено «Асоціацію Євроклубів Вінниччини» www.euroclub.vn.ua, яка займається координацією роботи шкільних євроклубів Вінницької області, проводить інформаційну роботу, допомагає налагоджувати зв'язки із закордонними партнерами.

Кожного року до днів Європи в Україні проводиться тематичний конкурс дитячої творчості. У 2009 році — літературний конкурс дитячих творів на тему «Разом до об'єднаної Європи». У 2010 році пройшов Вінницький обласний конкурс малюнка «Наша мета — європейський добробут» та IV Міжнародний дитячо-юнацькому хореографічний фестиваль-конкурс «Містерія танцю», що відбувся 15 травня 2010 року у рамках Дня Європи в Україні у Києві в Національній музичній академії ім. Чайковського. У фестивалі взяли участь 38 колективів з усіх куточків України. У конкурсі змагалися колективи у напрямках народної та сучасної хореографії у 4 вікових категоріях. Фестиваль-конкурс «Містерія танцю» організував Фонд сприяння освіті та здоров'ю нації «Поступ XXI» за підтримки міжнародного товариства «Україна-Польща-Німеччина». У 2011 році — проведено конкурс плакату. У 2012 році — конкурс декоративно-прикладного та образотворчого мистецтва на тематику «Євро-2012».

Постійно проходить обмін дитячими та юнацькими групами, творчими колективами, спортивними командами. В даному руслі іде активна співпраця із містами Кєльце, Бодзентин, Лолзь, Сташів, сільсько гміною Морвіца тощо. До Польщі виїжджають творчі колективи міст Вінниці, Ладижина, Бару, Калинівки, Хмільника тощо. 

Розвиток співпраці з польською стороною у спортивній та культурній сферах дала можливість обміну дитячими спортивними колективами, які беруть участь у міжнародних турнірах, оздоровленню дітей у таборах відпочинку та спортивно-оздоровчих базах. Десятки колективів художньої самодіяльності обох країн знайомлять зі своїм мистецтвом глядачів, шанувальників фольклору. Представники педагогічних колективів діляться методиками освітньої і виховної роботи.